# Lokichokio
Lokichokio är en ort i distriktet Turkana i provinsen Rift Valley i Kenya. År 1999 hade staden 36 187 invånare. Enligt artikel i den av MAF Sweden utgivna tidskriften Flight Mission nr 2025, sidd. 6-8, finns en komplett utrustad för- och grundskola, som grundades år 2008 av svenska missionärer. Den kan ta emot 475 elever och har utbildade lärare, en samlingshall, växthus för odling, egen vattenbrunn samt internat för elever. Undervisningen har sådan kvalité att eleverna kan gå vidare till college och universitet och några elever har sedan återvänt som lärare.